# Primera División 2013-2014 (Argentina)
La Primera División 2013-2014 è stata l'84ª edizione del massimo torneo calcistico argentino e la 2ª ad essere disputata con la formula dei tornei Inicial e Final.

## Squadre partecipanti
Union, Independiente e San Martin, retrocesse nella stagione precedente, vengono rimpiazzate dalle neo-promosse Rosario Central, Gimnasia La Plata e Olimpo, rispettivamente prima, seconda e terza classificata in Primera B Nacional 2012-2013.
| Squadra            | Città        | Allenatore                   |
| ------------------ | ------------ | ---------------------------- |
| All Boys           | Buenos Aires | Ricardo José Rodriguez       |
| Argentinos Juniors | Buenos Aires | Claudio Borghi               |
| Arsenal Sarandí    | Sarandí      | Martín Palermo               |
| Atlético Rafaela   | Rafaela      | Jorge Burruchaga             |
| Belgrano           | Cordoba      | Ricardo Zielinski            |
| Boca Juniors       | Buenos Aires | Carlos Bianchi               |
| Colón (SF)         | Santa Fe     | Diego Mario Francisco Osella |
| Estudiantes (LP)   | La Plata     | Mauricio Pellegrino          |
| Gimnasia (LP)      | La Plata     | Pedro Troglio                |
| Godoy Cruz         | Mendoza      | Jorge Almirón                |
| Lanús              | Lanús        | Guillermo Barros Schelotto   |
| Newell's Old Boys  | Rosario      | Ricardo Lunari               |
| Olimpo             | Bahia Blanca | Walter Perazzo               |
| Quilmes            | Quilmes      | Ricardo Caruso Lombardi      |
| Racing Club        | Avellaneda   | Reinaldo Merlo               |
| River Plate        | Buenos Aires | Ramón Díaz                   |
| Rosario Central    | Rosario      | Miguel Ángel Russo           |
| San Lorenzo        | Buenos Aires | Edgardo Bauza                |
| Tigre              | Victoria     | Fabian Alegre                |
| Vélez Sarsfield    | Buenos Aires | José Flores                  |

### Allenatori esonerati, dimessi e subentrati
- Racing Club: esonerato Luis Zubeldía il 25 agosto 2013 - subentrato ed esonerato il 7 ottobre 2013 Carlos Ischia subentrato il 10 ottobre 2013 Reinaldo Merlo
- Tigre: esonerato Diego Cagna il 10 settembre 2013 - subentrato Fabian Alegre
- Colón (SF): esonerato Ruben Forestello il 7 ottobre 2013 - subentrato Mario Sciacqua ad interim
- Quilmes: esonerato Nelson Vivas il 22 ottobre 2013 - subentrato Blas Giunta
- All Boys: esonerato Julio César Falcioni il 19 novembre 2013 - subentrato Ricardo Josè Rodriguez
- San Lorenzo: fine rapporto Juan Antonio Pizzi il 26 dicembre 2013 - subentrato Edgardo Bauza
- Vélez Sarsfield: fine rapporto Ricardo Gareca il 23 dicembre 2013 - subentrato Josè Flores
- Argentinos Juniors: fine rapporto Ricardo Caruso Lombardi il 29 dicembre 2013 - subentrato Claudio Borghi
- Godoy Cruz: fine rapporto Martín Palermo il 28 dicembre 2013 - subentrato Jorge Almirón
- Colón (SF): fine rapporto Mario Sciacqua il 27 dicembre 2013 - subentrato Diego Mario Francisco Osella
- Quilmes: esonerato Blas Giunta il 14 febbraio 2014 - subentrato Ricardo Caruso Lombardi
- Newell's Old Boys: esonerato Alfredo Berti il 13 aprile 2014 - subentrato Ricardo Lunari
- Arsenal Sarandí: esonerato Gustavo Alfaro il 18 aprile 2014 - subentrato Martín Palermo

## Torneo Inicial
Il torneo Inicial 2013, è iniziato il 4 agosto e si è concluso il 15 dicembre 2013 con la vittoria del San Lorenzo.

### Classifica parziale
Aggiornata al 15 dicembre 2013
|  | Pos. | Squadra            | Pt | G  | V | N | P  | GF | GS | DR  |
|  | ---- | ------------------ | -- | -- | - | - | -- | -- | -- | --- |
|  | 1.   | San Lorenzo        | 33 | 19 | 9 | 6 | 4  | 29 | 17 | +12 |
|  | 2.   | Lanús              | 31 | 19 | 8 | 7 | 4  | 32 | 18 | +14 |
|  | 3.   | Vélez Sarsfield    | 31 | 19 | 8 | 7 | 4  | 24 | 16 | +8  |
|  | 4.   | Newell's Old Boys  | 31 | 19 | 8 | 7 | 4  | 27 | 21 | +6  |
|  | 5.   | Arsenal Sarandí    | 30 | 19 | 7 | 9 | 3  | 22 | 19 | +3  |
|  | 6.   | Belgrano           | 29 | 19 | 8 | 5 | 6  | 28 | 20 | +8  |
|  | 7.   | Boca Juniors       | 29 | 19 | 8 | 5 | 6  | 25 | 24 | +1  |
|  | 8.   | Atlético Rafaela   | 29 | 19 | 8 | 5 | 6  | 25 | 25 | 0   |
|  | 9.   | Estudiantes (LP)   | 27 | 19 | 6 | 9 | 4  | 16 | 14 | +2  |
|  | 10.  | Rosario Central    | 26 | 19 | 7 | 5 | 7  | 22 | 24 | -2  |
|  | 11.  | Gimnasia (LP)      | 26 | 19 | 6 | 8 | 5  | 21 | 24 | -3  |
|  | 12.  | Tigre              | 25 | 19 | 7 | 4 | 8  | 20 | 21 | -1  |
|  | 13.  | Argentinos Juniors | 25 | 19 | 7 | 4 | 8  | 17 | 19 | -2  |
|  | 14.  | Godoy Cruz         | 24 | 19 | 6 | 6 | 7  | 17 | 17 | 0   |
|  | 15.  | Olimpo             | 23 | 19 | 6 | 5 | 8  | 19 | 25 | -6  |
|  | 16.  | All Boys           | 22 | 19 | 5 | 7 | 7  | 19 | 19 | 0   |
|  | 17.  | River Plate        | 21 | 19 | 5 | 6 | 8  | 12 | 14 | -2  |
|  | 18.  | Quilmes            | 21 | 19 | 5 | 6 | 8  | 14 | 23 | -9  |
|  | 19.  | Racing Club        | 16 | 19 | 4 | 4 | 11 | 12 | 24 | -12 |
|  | 20.  | Colón (SF)         | 6  | 19 | 3 | 3 | 13 | 8  | 25 | -17 |

 Colón (SF) 6 punti di penalizzazione

### Classifica marcatori
Aggiornata al 20 maggio 2014
| Gol | Rigori |  | Giocatore         | Squadra          |
| --- | ------ |  | ----------------- | ---------------- |
| 10  | 1      |  | Cesar Pereyra     | Belgrano         |
| 9   | 2      |  | Mauro Matos       | All Boys         |
| 8   |        |  | Emanuel Gigliotti | Boca Juniors     |
| 8   | 1      |  | Ignacio Piatti    | San Lorenzo      |
| 8   | 4      |  | Diego Vera        | Atlético Rafaela |

## Torneo Final
Il torneo Final 2014, è iniziato il 9 febbraio e si è concluso il 18 maggio 2014 con la vittoria del River Plate.

### Classifica parziale
Aggiornata al 19 maggio 2014
|  | Pos. | Squadra            | Pt | G  | V  | N  | P  | GF | GS | DR  |
|  | ---- | ------------------ | -- | -- | -- | -- | -- | -- | -- | --- |
|  | 1.   | River Plate        | 37 | 19 | 11 | 4  | 4  | 28 | 15 | +13 |
|  | 2.   | Boca Juniors       | 32 | 19 | 9  | 5  | 5  | 25 | 15 | +10 |
|  | 3.   | Estudiantes (LP)   | 32 | 19 | 8  | 8  | 3  | 20 | 11 | +9  |
|  | 4.   | Godoy Cruz         | 32 | 19 | 9  | 5  | 5  | 23 | 18 | +5  |
|  | 5.   | Gimnasia (LP)      | 31 | 19 | 9  | 4  | 6  | 24 | 19 | +5  |
|  | 6.   | Vélez Sarsfield    | 30 | 19 | 9  | 3  | 7  | 34 | 26 | +8  |
|  | 7.   | Colón (SF)         | 30 | 19 | 8  | 6  | 5  | 14 | 13 | +1  |
|  | 8.   | Rosario Central    | 28 | 19 | 7  | 7  | 5  | 21 | 21 | 0   |
|  | 9.   | Lanús              | 28 | 19 | 8  | 4  | 7  | 21 | 23 | -2  |
|  | 10.  | Olimpo             | 27 | 19 | 7  | 6  | 6  | 19 | 16 | +3  |
|  | 11.  | San Lorenzo        | 27 | 19 | 7  | 6  | 6  | 19 | 20 | -1  |
|  | 12.  | Newell's Old Boys  | 25 | 19 | 6  | 7  | 6  | 22 | 18 | +4  |
|  | 13.  | Tigre              | 24 | 19 | 5  | 9  | 5  | 14 | 14 | 0   |
|  | 14.  | Quilmes            | 24 | 19 | 7  | 3  | 9  | 16 | 22 | -6  |
|  | 15.  | Belgrano           | 20 | 19 | 3  | 11 | 5  | 17 | 21 | -4  |
|  | 16.  | Atlético Rafaela   | 20 | 19 | 4  | 8  | 7  | 22 | 28 | -6  |
|  | 17.  | Arsenal Sarandí    | 18 | 19 | 5  | 3  | 11 | 19 | 28 | -9  |
|  | 18.  | Racing Club        | 17 | 19 | 4  | 5  | 10 | 19 | 24 | -5  |
|  | 19.  | Argentinos Juniors | 15 | 19 | 3  | 6  | 10 | 9  | 21 | -13 |
|  | 20.  | All Boys           | 15 | 19 | 3  | 6  | 10 | 14 | 27 | -13 |

## Finale
La finale si è svolta in campo neutro e ha messo a confronto i campioni del Torneo Inicial coi campioni del Torneo Final.
| Mendoza 25 maggio 2014, ore 23:00 UTC-3           | San Lorenzo | 0 – 1           | River Plate | Estadio Malvinas Argentinas |
| \| \| \| \| \| \| Marcatori \| 72’ G. Pezzella \| |             |                 |             |                             |
|                                                   |             |                 |             |                             |
|                                                   | Marcatori   | 72’ G. Pezzella |             |                             |

## Retrocessioni
Retrocedono in Primera B Nacional le tre squadre con la peggior media punti.
| #  | Squadra            | 2011–12 | 2012–13 | 2013–14 | TotalePunti | G   | MediaPunti |
| -- | ------------------ | ------- | ------- | ------- | ----------- | --- | ---------- |
| 1  | Boca Juniors       | 76      | 51      | 61      | 188         | 114 | 1,649      |
| 2  | Vélez Sarsfield    | 64      | 61      | 61      | 186         | 114 | 1,632      |
| 3  | River Plate        | 0       | 64      | 58      | 122         | 76  | 1,605      |
| 4  | Lanús              | 55      | 67      | 59      | 181         | 114 | 1,588      |
| 5  | Newell's Old Boys  | 48      | 74      | 56      | 178         | 114 | 1,561      |
| 6  | Gimnasia (LP)      | 0       | 0       | 57      | 57          | 38  | 1,5        |
| 7  | Arsenal Sarandí    | 62      | 60      | 48      | 170         | 114 | 1,491      |
| 8  | Belgrano           | 55      | 59      | 49      | 163         | 114 | 1,43       |
| 9  | San Lorenzo        | 44      | 58      | 60      | 162         | 114 | 1,421      |
| 10 | Rosario Central    | 0       | 0       | 54      | 54          | 38  | 1,421      |
| 11 | Estudiantes (LP)   | 50      | 48      | 59      | 157         | 114 | 1,377      |
| 12 | Olimpo             | 0       | 0       | 50      | 50          | 38  | 1,316      |
| 13 | Tigre              | 63      | 34      | 49      | 146         | 114 | 1,281      |
| 14 | Racing Club        | 50      | 62      | 33      | 145         | 114 | 1,272      |
| 15 | Godoy Cruz         | 38      | 49      | 56      | 143         | 114 | 1,254      |
| 16 | Quilmes            | 0       | 50      | 45      | 95          | 76  | 1,25       |
| 17 | Atlético Rafaela   | 50      | 43      | 49      | 142         | 114 | 1,246      |
| 18 | Colón (SF)         | 60      | 46      | 36      | 142         | 114 | 1,246      |
| 19 | All Boys           | 54      | 41      | 37      | 132         | 114 | 1,158      |
| 20 | Argentinos Juniors | 49      | 37      | 40      | 126         | 114 | 1,105      |

Aggiornato al 18 maggio 2014. Fonte: AFA

### Spareggio retrocessione Primera
Colón e Atletico de Rafaela arrivate con lo stesso coefficiente punti a fine stagione hanno affrontato uno spareggio per determinare quale squadra sarebbe retrocessa direttamente in Primera B Nacional. L'incontro è stato disputato il 24 maggio 2014 allo stadio Estadio Alberto J. Armando di Buenos Aires.
| Squadra 1  | Risultato | Squadra 2        |
| ---------- | --------- | ---------------- |
| Colón (SF) | 0 - 1     | Atlético Rafaela |